# Rubus semicaucasicus
Rubus semicaucasicus är en rosväxtart som beskrevs av Henri L. Sudre. Rubus semicaucasicus ingår i släktet rubusar, och familjen rosväxter. Inga underarter finns listade i Catalogue of Life.